# シャルル・ソーリア

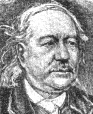
Charles Sauria

シャルル・ソーリア（Charles Sauria、1812年4月25日 - 1895年8月22日）はフランスの化学者である。

## 経歴
ジュラ県のPolignyに生まれた。学生時代の1830年にジョン・ウォーカーの摩擦マッチの頭薬の硫化アンチモンを白リンに変えた「黄燐マッチ」を発明した。特許料を払うことができず、黄燐マッチの工業的な生産は1831年にドイツのヤコブ・フリードリッヒ・カマラー が成功することになった。Saint-Lothainで没した。